# Autorità Aeroportuale Israeliana
L' Autorità Aeroportuale Israeliana (in inglese: Israel Airports Authority, in ebraico רשות שדות התעופה בישראל‎?, in arabo سلطة المطارات في إسرائيل‎?) è stata fondata nel 1977 come ente di diritto pubblico. L'autorità è responsabile per la gestione dei principali aeroporti civili di Israele e i passaggi di confine tra Israele e i suoi vicini (Egitto, Giordania, e l'Autorità Palestinese). Dal 2015 è guidata da Eli Marom.

## Competenze

### Aeroporti

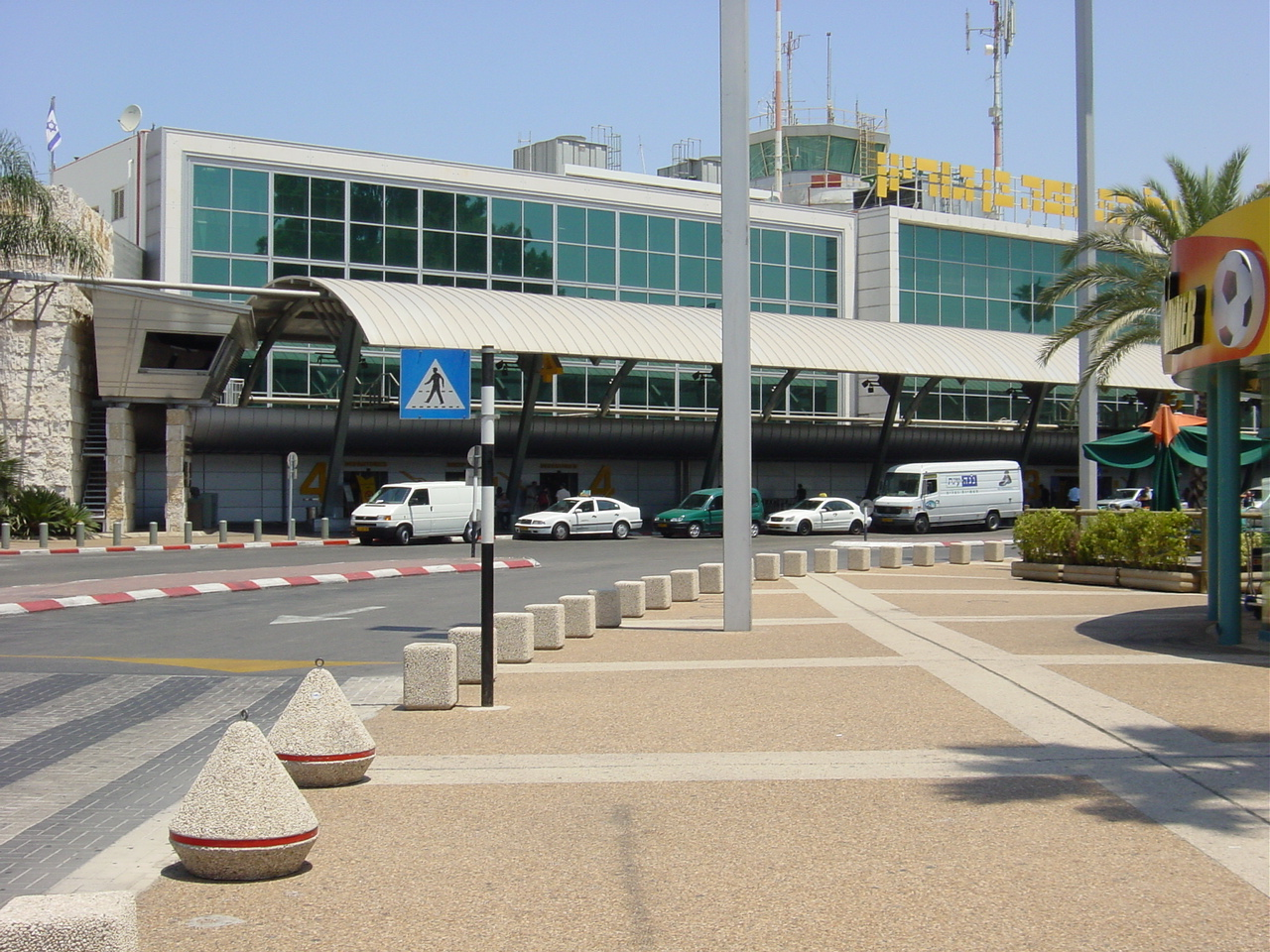
Il Terminal 1 al Ben Gurion International Airport

- Ben Gurion International Airport
- Eilat Airport
- Haifa Airport
- Herzliya Airport
- Ovda International Airport
- Rosh Pina Airport
- Sde Dov Airport

### Passaggi di confine
Egitto
- Valico di frontiera di Nitzana
- Valico di frontiera di Taba

Giordania
- Allenby Bridge
- Jordan River Crossing

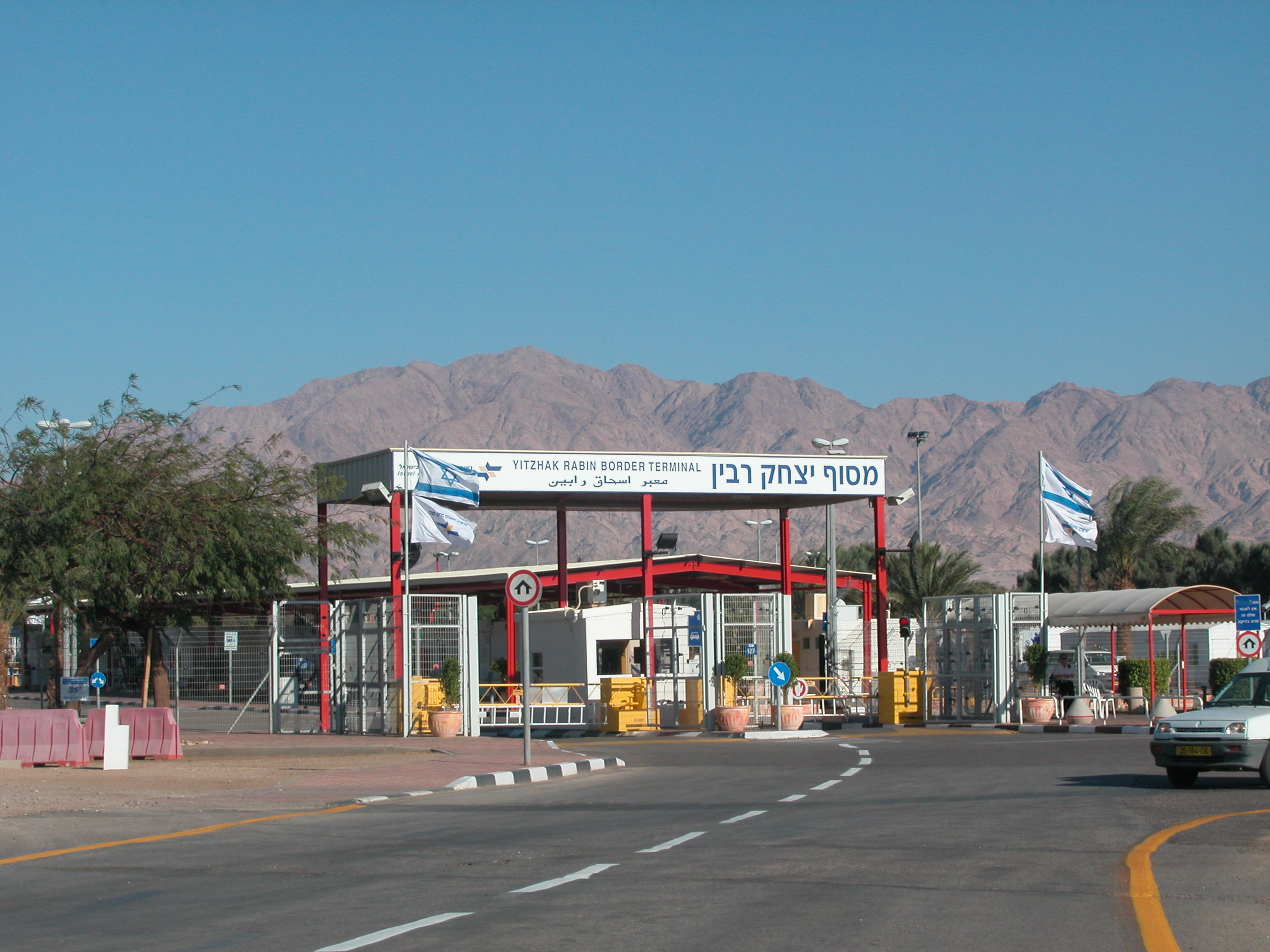
Il Terminal di confine Yitzhak Rabin

- Yitzhak Rabin Crossing (aka Wadi Araba Crossing)

Autorità Palestinese
- Karni Crossing
- Kerem Shalom

### Strutture dismesse
- Qiryat Shemona Airport
- Rafah Crossing
- Gaza Airport